# クリス (短剣)

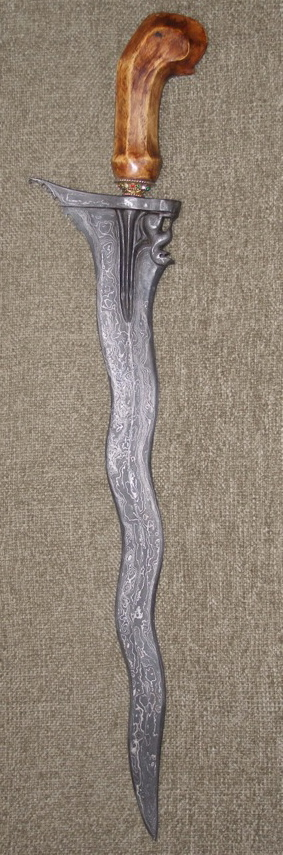
代表的なクリス

クリス(インドネシア語･マレー語・ジャワ語・スンダ語：:keris, バリ語:kadutan)は、インドネシアやマレーシア、ブルネイ、タイ南部、フィリピン南部で主に見られる、独特の非対称の短剣である。英語ではKrisないしKerisと表記される。武器であり霊的なものでもあるクリスは、幸運ないし悪運を持つ存在と考えられる。
2005年、インドネシアのクリスはユネスコの無形文化遺産（工芸）に登録された。

## 語源
どのように生じたのかを確かめる事はできないが、クリスという言葉はジャワ語の起源を持つ。Kerisという言葉は、「刺す」や「貫通する」という意味の古いジャワ語のngirisから生じた可能性もある。Krisはこのジャワ語の英訳である。
クリスはもっと頻繁に使われる言葉だが、これは主に西洋世界に関係がある。晩年のBambang Harsrinuksmoによって書かれた Ensiklopedi Keris (Keris Encyslopedia) という題の、大衆向けのジャワ語の本によって例示されているように、短剣の原産地においてKerisという言葉は、もっと大衆的である。Kerisを好む収集家もいれば、Krisを好む収集家もいる。ヨーロッパの植民地開拓者によって使われた他の綴りとしては、cryse、crise、criss、creeseが含まれる。
Krisは、フィリピン南部で発見されたモロ族のクリス刀と、フィリピン諸島の他の至る所で発見されたクリスを区別するためにも大雑把に使われる。

## 起源
今日世間に認められているクリスは西暦1361年位には存在していたと、トーマス・ラッフルズのスクー寺院の研究からフレイは結論している。学者や収集家、その他の人々はクリスの起源について無数の逸話を形成した。クリスの最も初期の形状（the keris majapahit）と信じられているものは、ベトナムのドンサン（紀元前約300年の遺跡）で発見されたダガーによって齎された、と信じている人もいる。しかしフレイはマジャパヒト王国のドンソン起源説を却下している。何故なら、マジャパヒト王国の説に先行している反論出来ない別の形状に関する主張が存在しているのである。東南アジアで発見された彫刻とレリーフ板の研究を通して、クリスの歴史は辿られる。クリスのより有名なものの一つは、ボロブドゥール遺跡（825年）やプランバナン寺院群（850年）に姿を現している。
ジャワの伝説上の英雄パンジは最初のクリスの鍛冶屋とされる（大林太良 『日本の古代10 山人の生業』 中央公論社 1987年 p.264.）。

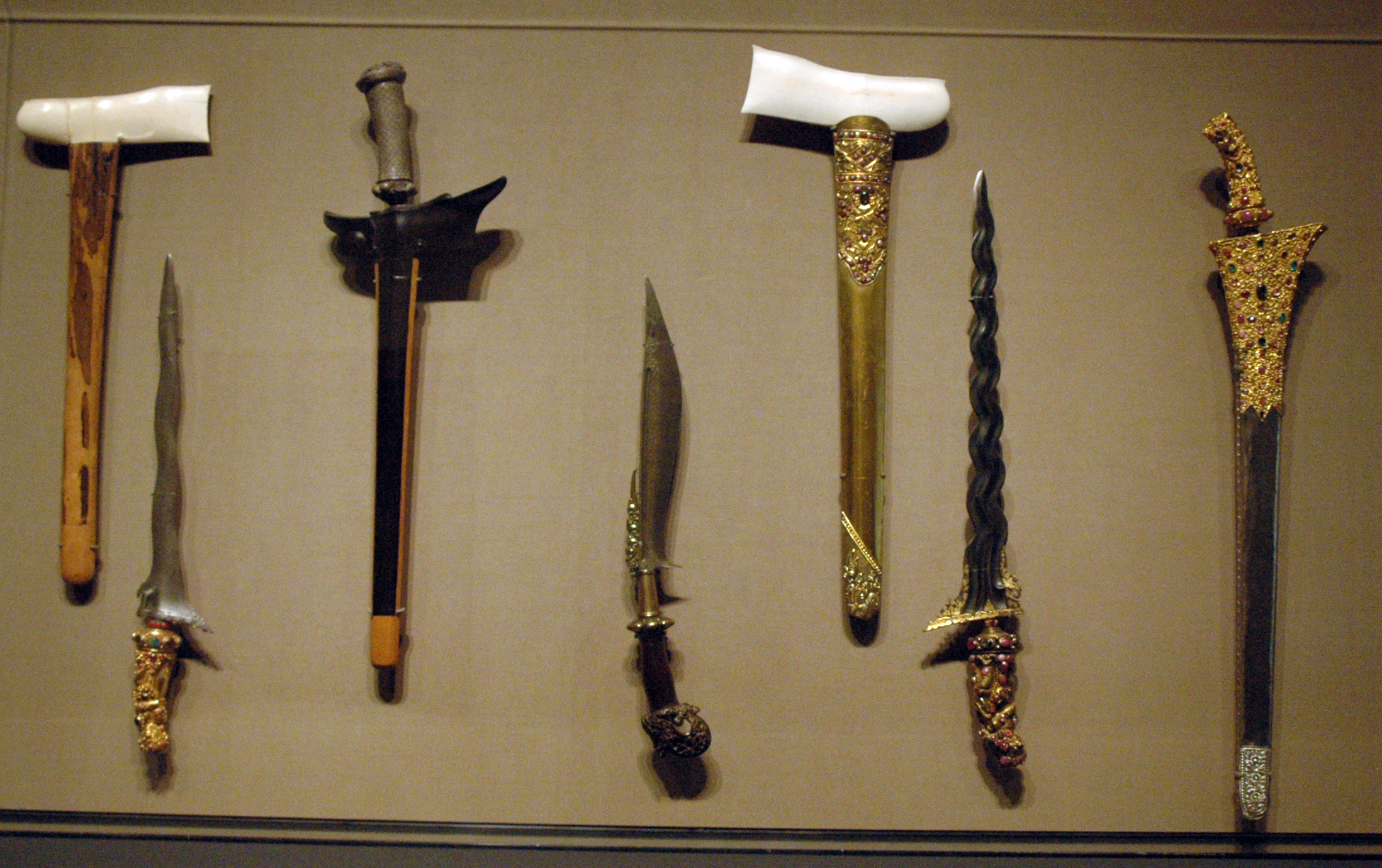
様々なクリスの展示

## 使用
クリスはクランク状に曲がった柄を持ち、それは刺し込む様な打撃の補助として役に立つ。同時に手首の強さのために、斬りつけている時に、刃に圧力を加えることが出来る。そのためクリスで斬られた傷口は縫合する事ができない。
クリスは柄の幅のある刃以外に、特別に手を保護するようなものが何も無い。そしてその刃が最小の保護を提供している。希なケースとして、クリスの刃は鍛造されたものであるかもしれず、刃の軸は、柄の軸に対して曲がっている。その意図は、自動的にうねを持った刃を得ることである。しかしこれはまずく作用し、武器を脆弱にしている。
クリスは毎日身につけられ、特別な式典において先祖伝来の家財と共に、連続した世代を通じて継承される刃である。武器の他に、精神性や神話の一部として必要とされた太古の刃を、年一度の掃除はしばしば使い古して、薄くする。

## 備考
- 日本の古墳時代の遺跡から出土する蛇行剣の祖形を東南アジア圏のクリス短剣に求める説があるが、実質的な出土事例は蛇行剣の方が古い。
- 類似した形状の武器は、日本の蛇行剣の他、中国の蛇矛及び中国武術の蛇剣、ヨーロッパ圏のフランベルジュなどがあり、いずれも剣身が曲がっている。